# Hanni Ullmann
Hanni Ullmann (* 10. September 1908 in Posen; † 28. September 2002 in Kfar Saba), geborene Hanna Risch, war eine deutsch-israelische Pädagogin.

## Leben
Hanni Ullmann wurde am 10. September 1908 in Posen als Hanna Risch geboren. Ihr Vater Hermann Risch war 36 Jahre alt, als er die 18-jährige Paula Rothstein heiratete. Die Kaufmannsfamilie Rothstein wollte durch die Heirat einen Akademiker hinzugewinnen und stimmte daher der Ehe mit dem Zahnarzt Hermann Risch zu. Kurz vor Paula Rischs 20. Geburtstag kam Hanni zur Welt und genau ein Jahr später, am 10. September 1909, ihr Bruder Theodor, genannt Theo.
Hanni Ullmann hatte eine glückliche Kindheit. Durch die Naturverbundenheit ihres Vaters lernte sie einen einfachen Lebensstil kennen.
Der Vater wird von Ullmanns Biografin Dagmar Bluthardt als ein gutmütiger, geduldiger Lehrer für die Kinder charakterisiert, der bis ins hohe Alter Freude daran hatte, vor allem seinem Enkel Jonathan ein guter Gesprächspartner zu sein. Sie, die von Dagmar Bluthardt als eine sehr elegante und gebildete Frau, die von ihrem Vater stark geprägt wurde, beschrieben wird, weckte in den Kindern die Liebe zu Kunst und Kultur.
Die Eltern gehörten der oberen sozialen Schicht an, waren sehr religiös, aber politisch liberal und fortschrittlich eingestellt und eng mit der deutschen Kultur verbunden. Hermann und Paula Risch lebten sehr bewusst ihre Zugehörigkeit zum Judentum und hielten alle Gesetze und Feiertage ein. Die jüdische Religion und Tradition waren neben der deutschen Kultur auch für Hannas geistiges Familienleben besonders wichtig.
Die Familie zog 1918 von Posen nach Berlin um. 1929 wanderte Hanni Ullmann mit ihrem Ehemann nach Haifa ins damalige Palästina aus. Vor der Auswanderung hatte sie im März 1929 in Berlin-Schöneberg Ernst Menachem Ullmann geheiratet. Er war von Beruf ein Hausmeister/Handwerker, der sich zum Ingenieur für Wasseranlagen ausbilden ließ.
Sie war Mutter von drei Kindern. Bis zu ihrem Tod arbeitete sie im Heim „Neve Hanna“ zur Aufnahme von Flüchtlingen und unternahm Auslandsreisen, um Spenden zu sammeln. Sie starb am 28. September 2002 in Kfar Saba in Israel.

## Beruf
In der Kindheits- und Jugendphase Hanni Ullmanns hat die Bildung eine große Rolle gespielt, was für das Judentum typisch ist. Schon als Kind war sich Ullmann sicher, dass sie später einmal Kindergärtnerin werden möchte. Als Jugendliche reifte in ihr der Entschluss, diesen Beruf zu erlernen; das hieß für sie nicht nur ihn auszuüben, sondern sich auch mit dem theoretischen Hintergrund zu befassen. Trotz der theoretischen Ausbildung sah sich Hanni Ullmann aber vorwiegend als Praktikerin. Die Verbindung von Theorie und Praxis begleitete Ullmann ihr ganzes Leben lang.
Nach dem Besuch des Auguste-Viktoria-Gymnasiums in Berlin begann sie eine Ausbildung am Jugendheim Charlottenburg und wurde schließlich 1924 bis 1926 zur Kindergärtnerin ausgebildet.
Nach Beendigung ihrer Ausbildung bekam sie eine Stelle als Praktikantin beim Kinderheim Ahawah. Der Ahawah wurde in den 1920er und 1930er Jahren weit über Berlin hinaus wegen ihrer pädagogischen Arbeit große Aufmerksamkeit entgegengebracht.
In Zürich begann sie eine Ausbildung zur Heilpädagogin. Im Sommersemester 1953 bekam Hanni Ullmann die Möglichkeit, gefördert durch ein Stipendium der „Schweizer Europahilfe“, einer Organisation für Austauschstudenten, als Gasthörerin an einer Spezialausbildung „für das seelisch geschädigte Kind“ teilzunehmen. 1953 brach sie ihre Ausbildung ab und kehrte zurück nach Israel. Sie sah die Notwendigkeit in Israel eine Pflegerinnenschule zu gründen.

## Politische Einstellung
Aus der politischen Einstellung betrachtet, ließ sich Hanni Ullman von  Karl Liebknecht (1871–1919) und Rosa Luxemburg (1870–1919) beeinflussen. Im Laufe ihres Lebens merkte Hanni Ullmann, dass ihre Fähigkeiten und Eigenschaften sich sehr ähnelten; auf eine besondere Art und Weise  fühlte sie sich den Politikern sehr verbunden.
Sie setzte sich für die Ungerechtigkeit und auf gemeinsames zusammenleben. Eben so kümmerte sich Hanni Ullmann später mit eigensinniges Selbstdisziplin als Pädagogin um das Elend der durch ebendiese Gesellschaft benachteiligten Kinder. Damit fühlte sie sich wie Rosa Luxemburg als Jüdin.

## Arbeit
Von 1926 bis 1929 arbeitete sie zunächst als Praktikantin in dem von Beate Berger gegründeten jüdischen Kinder- und Jugendheime Ahawah in Berlin-Mitte und danach bis 1934 zur Überbrückung der schweren Zeiten in Palästina als Wirtschafterin. Ab 1935 arbeitete sie in dem zwischen 1934 und 1939 schrittweise nach Palästina verlegten Ahawah, das in Kirjat Bialik neu aufgebaut wurde. 1956 trat sie die Nachfolge des seit 1940 amtierenden Leiters der Einrichtung, Hugo Rosenthal, an und begleitete diese Position bis 1970. Sie gründete hier die damals erste Schule zur Ausbildung von Erzieherinnen in Israel.

## Leistungen

### Die Pläne für Neva Hanna (1970)
Aus ihrem Berufs- und Lebenserfahrung ergriff sie die Chance, alle ihre Erfahrungen und Vorstellungen in einem Heim umzusetzen. Dieses Heim sollte für die Kinder und Jugendlichen, die aus schwachen Familienhaus kommen, ein wirkliches Zuhause sein.
Mit diesen Vorstellungen war sie nicht alleine: In den 1950er Jahren ergriff sie wieder den Kontakt zu ihrer alten Freundin aus Berlin, Hanna Kaphan, als Hanni Ullmann als junge Erzieherin in der Ahawah arbeitete.
Kaphan starb jedoch vor der Verwirklichung ihres Traumes. Sie vererbte Hanni Ullmann zweckbestimmt einen Geldbetrag, der ausreichte, um erste Schritte zur Gründung dieses Heims zu unternehmen. Aus diesen Wurzeln entstand ein Heim, das laut Ullmanns Biografin Dagmar Bluthardt auch heute noch als eines der modernsten und bestgeführten in Israel gilt.

### Verwirklichung des Hauses (1974)
Das Heim Neve Hanna wurde gegründet, um jüdische Flüchtlinge aus allen Teilen der Welt aufnehmen zu können.
Am 10. Dezember 1974 wurde das Heim für verhaltensgestörte Kinder aus zerrütteten Familien im Alter von 3 bis 17 Jahren namens Neva Hanna gegründet.  Das Ziel der Erziehung ist die individuelle Pflege im Geiste des konservativen amerikanischen Judentums. Die Sorge für die Kinder erstreckt sich nötigenfalls auch auf die Zeit nach dem Verlassen des Heims. Die Kinder stammen aus zerstörten Familien, denen es bisher nicht gelungen ist, in Israel Fuß zu fassen. Das Heim soll den Kindern ein warmes Zuhause und eine Familienatmosphäre geben, die von echter jüdischer Tradition getragen ist.